# Глазуновка (река)
Глазуновка (Глазунов) — река в России, протекает в Челябинской области. Устье реки находится в 381 км по правому берегу реки Уй. Длина реки составляет 10 км.

## Данные водного реестра
По данным государственного водного реестра России относится к Иртышскому бассейновому округу, водохозяйственный участок реки — Тобол от истока до впадения реки Уй, без реки Увелька, речной подбассейн реки — Тобол. Речной бассейн реки — Иртыш.

## Населённые пункты
- Глазуновка